# Ljubo Bavcon
Ljubo Bavcon, slovenski pravnik, * 19. maj 1924, Ljubljana, † 9. oktober 2021, Golnik. 
Bil je profesor na Pravni fakulteti v Ljubljani, strokovnjak za mednarodno kazensko pravo, kriminalitetno politiko ter človekove pravice.

## Življenje
Med vojno je bil od 1941 sodelavec Osvobodilne fronte, fašistične oblasti so ga zaradi tega aretirale in na procesu 1943 obsodile na osem let zapora. Zaprt je bil skupaj tri leta: v mestu Alessandria v Italiji, v tržaškem zaporu Coroneo in do osvoboditve v nemški kaznilnici v Bernauu am Chiemsee. Po vojni je bil zaposlen v mladinski organizaciji Ljudska mladina Slovenije. 
1948 se je vpisal na Pravno fakulteto v Ljubljani in 1949 še na Inštitut za družbene vede v Beogradu ter 1951 na obeh diplomiral, 1957 pa v Ljubljani še doktoriral s temo Kriminalna politika in njene tendence v socialistični družbi. 1957 je diplomiral še na Evropskem univerzitetnem centru v Nancyju (1957). Po študiju je bil v letih 1951−1954 urednik pri Cankarjevi založbi, časopisu Slovenski poročevalec in reviji Naši razgledi. Ker je objavljal spise oporečnika Milovana Đilasa, je prišel ob službo. 1955 je postal asistent na Inštitutu za kriminologijo v Ljubljani. Leta 1961 je bil izvoljen za izrednega, 1966 pa za rednega profesorja za kazensko pravo na Pravni fakulteti v Ljubljani ter bil v letih 1969−1971 njen dekan. Deloval je v organih  univerze in bil  predstojnik Centra za razvoj univerze (1970−1975). Od 1986 je bil član izvršilnega odbora Mednarodnega združenja za novo družbeno varstvo in humano kriminalitetno politiko. 1988 je bil izvoljen za predsednika Sveta za varstvo človekovih pravic in temeljnih svoboščin pri SZDL (do imenovanja prvega varuha človekovih pravic 1995). Upokojil se je leta 1994. Leta 2004 je soustanovil politično društvo Forum 21. Poročen je bil z Danico Žagar, hčerko narodnega heroja Staneta Žagarja.
V zadnjem desetletju življenja so mu očitali vpletenost v poboje po drugi svetovni vojni z izbiro žrtev, deportiranih v Koncentracijsko taborišče Šentvid pri Ljubljani. Med najaktivnejšimi razširjevalci očitkov je bil nekdanji evropski sodnik za človekove pravice, Boštjan M. Zupančič. Bavcon je obtožbe večkrat zavrnil z izjavo, da se je iz ujetništva v Nemčiji vrnil konec julija 1945, kar je več kot dva meseca po zaprtju tega taborišča. Zaradi visoke starosti se ni odločil za sodni pregon obrekovalcev.

## Delo
Področja njegovega znanstvenega in pedagoškega dela so bila kazensko pravo, kriminalna politika, kriminologija in socialna patologija. Med najpomembnejšimi so njegovi prispevki k splošni teoriji kazenskega prava in k proučevanju družbene dezorganizacije. Njegova bibliografija obsega preko 300 bibliografskih enot.
1974–77 je sodeloval pri pripravi kazenske zakonodaje v Jugoslaviji, 1990–92 pa je vodil sestavljanje kazenskega zakonika RS. Raziskoval je  kazensko materialno pravo, kriminalitetno politiko in človekove pravice. Po upokojitvi je postavil mednarodno kazensko pravo kot novo disciplino. Ukvarjal se je z vprašanjem kazenske odgovornosti in kazenskih sankcij. Kazen naj bi imela za cilj resocializacijo. Leta 1975 se je javno izrekel proti smrtni kazni. 
Njegov prispevek je v 70. letih viden na področju kaznivih dejanj zoper varnost cestnega prometa, zoper spolno nedotakljivost in zoper ustavno ureditev. Formuliral je kaznivo dejanje povzročitve prometne nesreče iz malomarnosti, uveljavil stališče, da je pri presoji spolnih deliktov glavni kriterij uporaba sile ali grožnje, ter zahteval varstvo otrok in drugih žrtev. Na področju političnih kaznivih dejanj je v 80. letih postavil zahtevo, da zakon varuje le zunanjo in notranjo varnost, ne pa vladajoče ideologije; družbeno ureditev je mogoče varovati samo ob upoštevanju ustave in človekovih pravic, kritična misel in javni nadzor nosilcev oblasti ne moreta biti predmet pravnega varstva, sodstvo mora biti ločeno od politike. Za človekove pravice se je zavzemal že od prve objave leta 1953 dalje in jih dojemal kot podlago demokracije. 
Javno je zagovarjal racionalno in humano kaznovalno politiko. 1984 se je angažiral pri odpravi zloglasnega 133. člena Kazenskega zakonika SFRJ – kaznivega dejanja sovražne propagande. Kriminalna dejanja je razlagal v okviru socialnopatoloških oz. odklonskih ravnanj in mednje poleg kaznivih dejanj uvrščal tudi prekrške, gospodarske prestopke in celo alkoholizem. Svoje članke in razprave je zbral v seriji knjig z naslovom Izzivi in odzivi. 

## Priznanja
- 1970 nagrada Sklada Borisa Kidriča za delo Socialna patologija
- 1988 nagrada Sklada Borisa Kidriča za delo Kazenskopravno varstvo države in njene družbene ureditve: Politični delikti
- 1993 je »za izjemne zasluge na področju kazenskega prava, pri uveljavljanju varstva človekovih pravic in temeljnih svoboščin ter prispevek k ugledu Slovenije v svetu kot države, v kateri imajo človekove pravice pomembno mesto«[4] prejel zlati častni znak svobode Republike Slovenije
- 1995 zaslužni profesor Univerze v Ljubljani
- 2014 častni meščan Ljubljane[5]
- 2021 listina Zveze borcev